# Piercing púbico

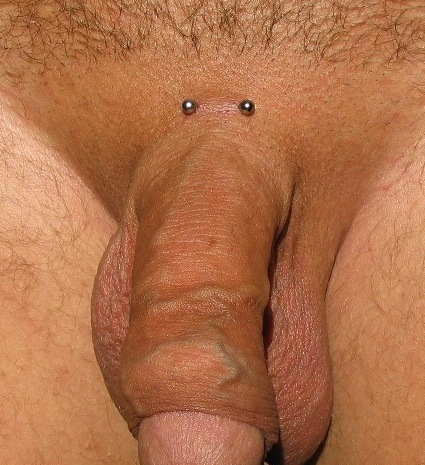
Piercing púbico masculino.

Piercing púbico é um tipo de piercing genital na área púbica, em mulheres no monte púbico e nos homens acima do pênis, é similar ao Christina piercing com aproximadamente o mesmo tempo de cicatrização (3 a 4 meses), por ser um piercing de superfície o nível de rejeição é maior em relação aos piercings "tradicionais" na orelha, no nariz e na língua, durante o ato sexual homens podem usá-lo para estimular o clitóris feminino.